# Угольне
У́гольне (рос. Угольное) — село у складі Соль-Ілецького міського округу Оренбурзької області, Росія.

## Населення
Населення — 807 осіб (2010; 887 у 2002).
Національний склад (станом на 2002 рік):
- росіяни — 72 %